# Castello del Garagnone

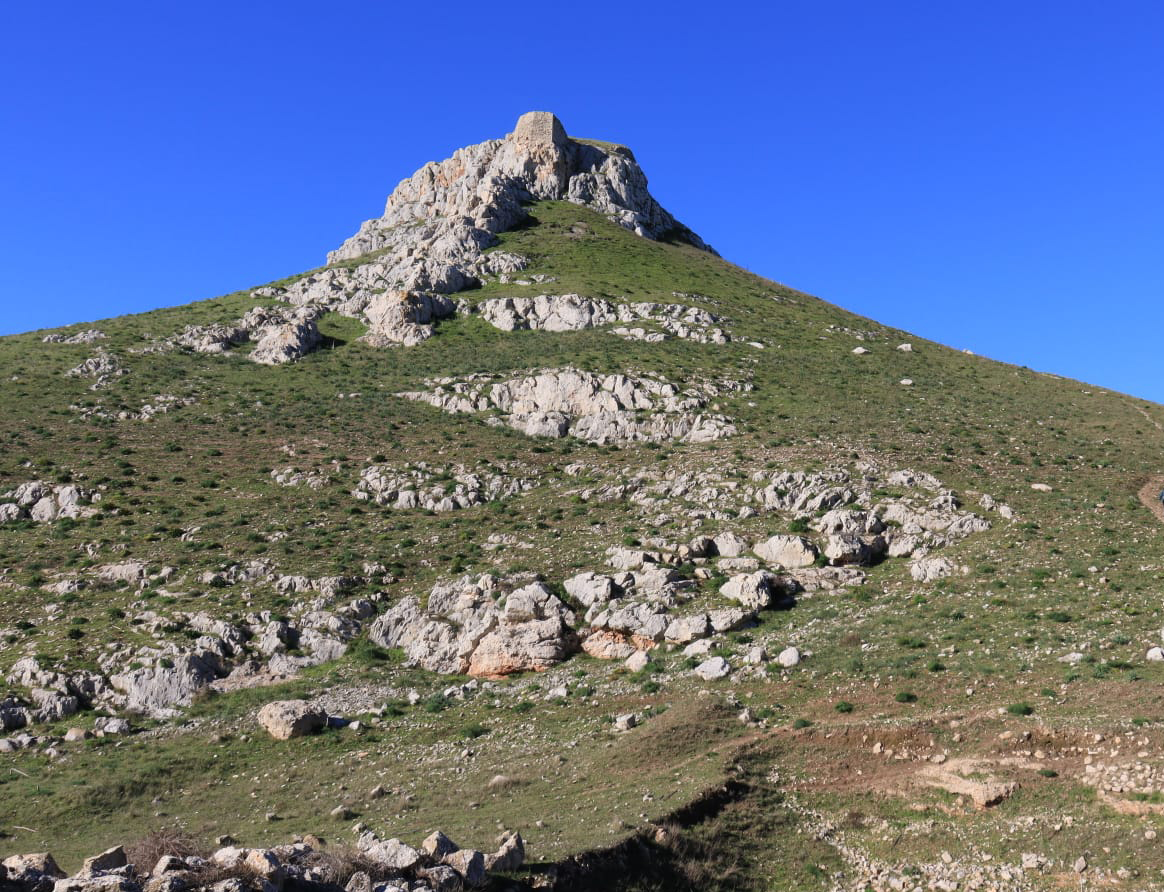
Rovine del Garagnone

Il Castello del Garagnone è un castello medievale in rovina che si trova nel territorio di Spinazzola (BT). 

## Storia
Il castello sorgeva su una collina a strapiombo in una posizione strategica per il controllo dei traffici commerciali della via Appia che transitavano ai suoi piedi nei pressi dove un tempo doveva sorgere l’antica città peuceta di Silvium.
L’origine del nome Garagnone si ipotizza sia legata a Roberto Guaragna, uno dei cavalieri normanni giunti in Italia nel 1048. Costruito dagli Altavilla, restaurato da Federico II di Svevia che lo trasformò in domus. Il Castello del Garagnone comunicava con il Castello di Monteserico per mezzo di torce l'avvicinamento dei nemici.
Nel 1532 Carlo V d'Asburgo concesse il feudo ai Grimaldi del Principato di Monaco che resterà loro feudo fino al 1641.
Il castello fu completamente distrutto dal terremoto del 1731.
Oggi sono ancora visibili alcuni locali ipogei e parte della cinta muraria.
Nella lama sottostante tra il 1997/1998 scavi condotti dalla dott.ssa Donata Venturo ha individuato un villaggio dell'età del Bronzo considerato il più esteso dell'Italia meridionale. 
Nel 2022 il parco nazionale dell'Alta Murgia ha avviato la procedura di acquisto del Castello del Garagnone.